# Messor incisus
Messor incisus är en myrart som beskrevs av Hermann Stitz 1923. Messor incisus ingår i släktet Messor och familjen myror. Inga underarter finns listade i Catalogue of Life.